# 池田實
池田 實（いけだ みのる、1934年 - ）は、日本の実業家、馬主。酒類卸売を手がけるワイン&フードこにし代表、ワインバーや居酒屋を経営する有限会社海幸代表取締役。

## 経歴
大阪府大東市出身。大阪府立大学経済学部を卒業し、もともとは1877年に創業した米屋であった家業を継ぎ、のちに酒類卸売に業務転換。現在大東市で「ワイン&フードこにし」などを運営する。

## 馬主活動

池田の勝負服

日本中央競馬会（JRA）に登録する馬主としても知られる。勝負服の柄は桃、紫襷、緑袖紫二本輪。冠名には当初は「ハジメ」を用いたものの、所有馬の故障が多く、「無事是名馬」の考え方から「安全」を意味する「セフティー（safety）」を、また「安全だけでは走らない」ということから「翼」を意味する「ウイング（wing）」の2種を主に用いた。
もとは1970年、3人で共有馬主となったのが馬主としてのキャリアの始まりであり、その後1980年頃に個人として馬主資格を取得した。
ミキハウスHKサービスの名義で馬主だった木村久一とは友人であり、同名義の所有馬が池田の所有に変更されたこともあった。

## 主な所有馬

### GI競走優勝馬
- ウイングアロー（1998年名古屋優駿、グランシャリオカップ、ユニコーンステークス、スーパーダートダービー、ダービーグランプリ2着、2000年フェブラリーステークス、ブリーダーズゴールドカップ、ジャパンカップダート、マイルチャンピオンシップ南部杯2着、2001年ブリーダーズゴールドカップ、フェブラリーステークス2着、ジャパンカップダート2着）

### 重賞競走優勝馬
- セフティーエンペラ（2004年福島記念）

### その他の所有馬
- ハジメローズ（酒井郁雄名義の共有馬[2]、1972年桜花賞2着）